# Ampelocera glabra
Ampelocera glabra là một loài thực vật có hoa trong họ Ulmaceae. Loài này được Kuhlm. mô tả khoa học đầu tiên năm 1925.